# マンけん。
『マンけん。』は、加瀬大輝による日本の漫画。小学館『月刊サンデーGX』にて、2011年5月号から2014年10月号まで連載された。単行本は全7巻。

## あらすじ
完全無欠の女子高生・日笠倖は、入学先の高校である事件がきっかけとなり、不本意ながらも漫画研究部に入部。ひと癖ありな部員だらけの漫画研究部で、彼女の奮闘が始まる。

## 登場人物
日笠倖が入部した漫画研究部は、学校内でも「はみ出し者」の巣窟で生徒の間では有名になっていた。学校及び漫画研究部を実際に牛耳っているのは竹達紀梨乃。倖は部を刷新するため、紀梨乃たちと対立することになる。紀梨乃によれば、部誌があるという。さらに、謎の（漫画執筆が）達者な部員「アノス」の存在を知り、倖の闘争心に火を付けた。

### 漫画研究部員
日笠倖（ひがさ さち）
声 - 沢城みゆき（アニメPV）
本作品の主人公の1年生。一人称は「私」（アニメPVでは「あたし」）。容姿端麗、文武優秀と文句のつけようがないほどの才媛。クラスメートからも人気ある。
実はマンガ新人賞を受賞していて、連載準備を進めているがプロであることは学校内では秘密ということになっている。
最初、クラスメートのアリスを相手にしなかったが、ある事件をきっかけにアリスに好かれてしまい、さらに紀梨乃に強引に押される形で入部する羽目になる。
豊崎アリス（とよさき アリス）
倖の同級生、日仏ダブル（ハーフ）で「でんぱちゃん」というあだ名がつけられたヲタク。
入学当初は同級生であるにもかかわらず倖との接触はなかったが（倖自身が同級生によるアリスの噂を聴いていて接触を避けていたが）、ある事件がきっかけで倖を好きになり漫画研究部への入部を誘う。
授業中も漫画を執筆しているが、当時はあまりうまくなかったらしい。しかし、倖に指摘されて推敲を重ねるようになり、逆に倖からライバルとして認められるようになる。
倖のことを「サッチ」と呼ぶが、倖からは「豊崎」と呼ばれる。拓実のことを「たくみ」と呼ぶ。
竹達紀梨乃（たけたつ きりの）
漫研部員で部長。父が大物政治家であり学校及び部で実権を握っていて、顧問でさえも頭が上がらない存在。
自分の保護下にある部員を虐待する者があれば、容赦なく制裁する。学校内では「赤い悪魔」と呼ばれるほどの不良で通っている。
倖を含めた部員は全て彼女がスカウトしていて、倖を除けば全員、学校内で孤立している。
白井麻里香（しらい まりか）
漫研部員の2年生。見た目は物腰が良く手先が器用でコスプレ衣装作りが趣味。
彼女は同級生によるいじめにあっていて、その度に紀梨乃に助けられている（倖が紀梨乃の名前を出して止めたこともある）。
部員としてはあまり目立たないが、謎が多い人物。実はかなりプライドが高い孤高の人物らしい。
直（なお）
漫研部員の2年生。名字不明。東京・秋葉原ではちょっと知られた謎のゲーマー。女装することが多い「男の娘」（倖による尋問で性同一性障害であることが判明した）。
同級生によって（異質な存在として）疎外視されることが多く、倖に助けられることもある。
部員の中では倖と一番気が合う。デジタル執筆派である倖にアナログでの漫画執筆を教えている。実は麻里香と同じく漫画執筆はプロ並みの腕前があるという。
藤本元（ふじもと はじめ）
漫研部員の顧問。だが、顧問らしい権限がないのに等しく紀梨乃には全く頭が上がらない。
紀梨乃には「元」と呼び捨てされ、アリスに「元ちゃん」と呼ばれる等部員達からは完全に舐められている。
だが、紀梨乃の（課外授業の一環として）コスプレでの秋葉原訪問する提案を却下するなど顧問らしいこともしている。

### その他
真田拓実（さなだ たくみ）
倖・アリスの同級生。入学当初はアリスをいじめていて、アリスの執筆する漫画をさんざん酷評していた。それに激怒した倖によって鉄拳制裁を受け、倖はそれがきっかけとなって漫研に入部することになる。
倖入部後、倖・アリスと彼の間にわだかまりはなく、彼自身もアリスに対しての態度を改め、真剣にアリスの漫画を評価するところもある。
倖からは「真田」と呼ばれる。アリスのことを倖と同じく「豊崎」、倖を「日笠」と呼ぶ。
伊藤玲士（いとう れいじ）
紀梨乃とは親しい漫画執筆仲間だが、倖入学時には漫画研究部ではなく美術部に籍を置いている。
倖が入学する前までは紀梨乃と同じく漫画研究部にいたが、ある理由から美術部に転籍した。
夏の合同合宿で初めて倖・アリスと出会い、倖に「アナログ式も描けるように」と忠告する。
片岡草十太（かたおか そうじゅうた）
倖が原稿を持ち込み、新人賞を採った漫画雑誌の担当編集者。
紀梨乃が倖が「漫画家」であることを知るまでは、倖はそれを隠していてアリスには従兄であるとお茶を濁していた。
堤さとみ（つつみ さとみ）
倖が所属する漫画研究部の卒業生で、プロの漫画家。
原稿を見せに来た倖とアリスに漫画の批評をした。
竹達皓介（たけたつ こうすけ）
紀梨乃の兄。生まれつき病弱で学校も休みがちだった。
妹と同じく、議員である父から軽蔑されていた。だが、紀梨乃にとっては大切な存在。
彼が持ち込んだ雑誌「ファイア」の編集員で倖の母・平野静のせいで壊れてしまい、紀梨乃は静に復讐しようと思い、（静の娘である）倖も自らの支配下に置くため、自分の高校・漫研に入れたという。
平野心（ひらの こころ）
倖の姉。姓が違うのは、両親が離婚して倖が父に引き取られたかららしい。
性格は倖とは正反対で楽天的かつ享楽的。世間を舐めている。
そんな姉を倖は嫌悪していて、「姉だと思うのも虫唾が走る」と思っている。
平野静（ひらの しずか）
倖と心の母。漫画雑誌『ファイア』で編集長をしている。
編集員時代、皓介を病院送りにしてしまい、紀梨乃の恨みを買っている。

## 書誌情報
- 加瀬大輝 『マンけん。』 小学館〈サンデーGENE-Xコミックス〉、全7巻
  1. 2011年10月19日発売 ISBN 978-4-09-157289-9
  2. 2012年4月19日発売 ISBN 978-4-09-157306-3
  3. 2012年10月19日発売 ISBN 978-4-09-157324-7
  4. 2013年5月17日発売 ISBN 978-4-09-157347-6
  5. 2013年10月18日発売 ISBN 978-4-09-157359-9
  6. 2014年4月18日発売 ISBN 978-4-09-157376-6
  7. 2014年11月19日発売 ISBN 978-4-09-157397-1